# Africà Fabi Màxim
Africà Fabi Màxim (en llatí: Africanus Fabius Maximus) va ser un magistrat romà. Era fill de Quint Fabi Màxim, cònsol l'any 45 aC i germà de Paulus Fabi Màxim, governador de la Tarraconense. Formava part de la gens Fàbia, i de la família dels Fabi Màxim. El praenomen d'Africà el portava en honor de Publi Corneli Escipió Emilià Africà, avantpassat seu.
L'any 10 aC va ser elegit cònsol, juntament amb Jul·lus Antoni. No es coneix tant la biografia d'Africà com la del seu germà Paulus. És possible que el primer càrrec que va tenir fos el de tribú militar a Hispània. Les úniques magistratures que se sap que va exercir són la de cònsol l'any 10 aC i de procònsol d'Àfrica els anys 6 i 4 aC. D'aquesta etapa de procònsol es conserven algunes monedes.